# Jim Guthrie (Musiker)

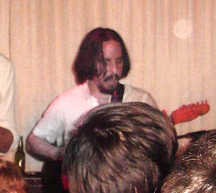
Jim Guthrie, 2006 in Montreal

Jim Guthrie (* Juli 1973) ist ein kanadischer Musiker. Er war 1999 Mitgründer der international bekannt gewordenen Band Royal City. Nach deren Ende 2004 arbeitete er seit Mitte der 2000er Jahre fast ausschließlich als Solist, er hat mehrere Alben veröffentlicht, die stark von Folk, Pop und Indie beeinflusst sind. Ab der zweiten Hälfte der 2000er hat Guthrie sich zunehmend einen Namen als Komponist für Soundtracks für Filme und insbesondere Games gemacht, nennenswert sind hier insbesondere seine Arbeiten für Superbrothers: Sword & Sworcery EP und den Film Indie Game: The Movie.

## Leben
Guthrie wuchs in Guelph auf. 1992 begann er erste Aufnahmen mit eigenem Vierspurgerät zu machen und erste Konzerte zu spielen. In den folgenden Jahren erspielte er sich so lokale Bekanntheit, die Mitte der 1990er Jahre sehr vitale Underground-Musikszene Guelphs dokumentierte er außerdem regelmäßig in einer Radiosendung namens “The Royal City Homerock Eruption”.
1999 veröffentlichte Guthrie sein trotz des folkigen Sounds fast vollständig auf einer Playstation produziertes Solodebüt  A Thousand Songs. Mit dieser Platte gelang es ihm solo in Kanada bei der Kritik erste größere Beachtung zu finden.
Der ebenfalls aus Guelph stammende, aber in Toronto lebende Aaron Riches beabsichtigte 1999 in Guelph im Tonstudio von Guthrie, dem Roc Sak, eine Platte aufzunehmen. Als Studiomusiker bat Riches die Mitglieder von Guthries Band The Jim Guthrie Quintet hinzu. Aus der Gruppe konstituierte sich während des Aufnahmeprozesses um Guthrie, Riches sowie Nathan Lawr und Simon Osborne eine neue Folkrock-Band namens Royal City, die bald nach Toronto zog. Royal City debütierten 2000 mit dem Album At Rush Hour The Cars auf Three Guts Records, die weiteren Alben erschienen bei Rough Trade Records. Bis zu ihrem Ende 2004 war Guthrie Mitglied der Band, die sich insbesondere in Kanada und den USA einige Aufmerksamkeit erspielten.
Während seiner Zeit bei Royal City blieb Guthrie weiterhin als Solokünstler aktiv, 2002 erschien das Album Morning Noon Night, wiederum großteils eingespielt mit einer Playstation, wenngleich von Musikern ergänzt. 2003 veröffentlichte dann er das Album Now, More Than Ever. Eingespielt durch ein Ensemble aus Mitgliedern renommierter kanadischer Bands wie den Hidden Cameras oder den Constantines und geprägt von den Streicherarrangements von Owen Pallett, erhielt das Album starken Zuspruch der Kritik und wurde 2005 für einen Juno Award nominiert. In einer späteren Kritik für Allmusic hieß es, „[…] das Album besitzt alle Elemente, die für einen Pop-Klassiker nötig sind.“. 2010 erschien das Album in Großbritannien als Extended Edition mit 12 Stücken Bonusmaterial, 2014 veröffentlichte Guthrie eine Remastered Edition, die einen More, Now Than Ever getauften Remix des Albums als Bonusmaterial enthielt.
Knapp acht Jahre lang erschien danach kein weiteres Album von Guthrie als Solist. 2005 war er vorübergehend Mitglied der Band Islands, 2008 gründete er gemeinsam mit Nicholas Thorburn das kurzlebige Nebenprojekt Human Highway, das im selben Jahr das Album Moody Motorcycle veröffentlichte.
In der Zwischenzeit baute sich Guthrie eine neue musikalische Karriere auf und begann Soundtracks zu produzieren, alle im Stil elektronischer Musik. Als besonders erfolgreich zeigten sich Arbeiten für Filme und Computerspiele. 2009 produzierte er den Soundtrack zum Spielfilm When We Were Boys. 2011 erschien das Indiegame Superbrothers: Sword & Sworcery EP für iOS, dessen Soundtrack von ihm stammte. Das Spiel wurde von der Kritik hochgelobt, herausgehoben wurde dabei oft Guthries Soundtrack, der später separat veröffentlicht wurde. Bereits im Folgejahr erschien sein Soundtrack zum Dokumentarfilm Indie Game: The Movie, der ebenfalls sehr positive Aufnahme durch die Kritik fand.
Parallel dazu veröffentlichte Guthrie seine älteren Werke wieder und veröffentlichte kleinere Arbeiten im Selbstverlag wie Children of the Clone (2011), Free-P (2012) oder Corporeal (2013), alle im typischen Electronica-Stil seiner Soundtracks. Corporeal erstellte er anhand des Playstation-Spiels Sound Shapes, für das er neben Beck und deadmau5 auch das Soundausgangsmaterial lieferte. Zugleich endete die lange Phase seines Verstummens in der Alternative-Szene: 2013 erschien das – bereits 2007 begonnene – Album Takes Time, mit dem Guthrie wieder als Singer-Songwriter in Erscheinung trat und das stilistisch deutlich an Now, More Than Ever anknüpfte. Das Album, das den Themenkomplex um Zeit und Alter ins Auge fasste, wurde im selben Jahr nominiert für den kanadischen Polaris Music Prize. Im selben Jahr spielte er auch bei einer Episode der Tiny Desk Concerts. Seither veröffentlichte Guthrie regelmäßig Soundtracks für weitere Spiele.

## Weitere Projekte
Das von 1999 bis 2005 aktive Plattenlabel Three Guts Records wurde ebenfalls von Guthrie betrieben. Neben dem Debüt von Royal City und Alben von Guthrie selbst veröffentlichten dort auch die Constantines, Gentleman Reg und Oneida.

## Diskografie
Mit Royal City:
- At Rush Hour The Cars (2000)
- Alone At The Microphone (2003)
- Little Heart's Ease (2004)

Mit Human Highway:
- Moody Motorcycle (2008)

Solo:
- A Thousand Songs (1999)
- Morning Noon Night (2002)
- Now, More Than Ever (2003, Extended Edition 2010, Remastered Edition 2014)
- Sword & Sworcery (Soundtrack) (2011)
- Children of the Clone (2011)
- Indie Game: The Movie (Soundtrack) (2012)
- Corporeal (2013)
- Takes Time (2013)
- Below (Soundtrack) (2018)
- Bleak Sword (Original Score) (2019)
- Nobody Saves the World (Soundtrack) (2022)